# Mörkö
För andra betydelser, se Mörkö (olika betydelser).
Mörkö är en ö i skärgården söder om Södertälje som hör till Södertälje kommun. Huvuddelen av ön utgör en egen socken där även flera mindre öar såsom Oaxen, Björnö, Grönsö och Fifång ingår. Däremot ligger Dåderö, som genom landhöjningen förenats med norra Mörkö, i angränsande Ytterjärna socken.
På Mörkö är Hörningsholms slott, Ängsholm och Mörkö kyrka belägna. Ön ligger utmed Södertäljeleden och har i historisk tid varit befäst i väster vid Pålsundet (Kasholmsskansen) och i öster vid Skanssundet (Furuholmsskansen). Det finns broförbindelse till fastlandet vid Pålsundet och färjeförbindelse till Södertörn vid Skanssundet. Färjeförbindelse finns även till Oaxen, belägen öster om Mörkö och känd för kalkbrytningen som pågick där fram till 1974.
På Mörkö ligger naturreservaten Kålsö, Eriksö, Slessberget och Kalkberget. Såväl Kålsö som Eriksö är landfasta halvöar på Mörkös sydvästra sida.

## Läge
Mörkö ligger mellan Södertörn och fastlandet omgivet av Järnafjärden i norr, Stavbofjärden och Mörköfjärden i väster och Himmersfjärden i öster. Eftersom den ligger i Stockholms län räknas den ibland till Stockholms skärgård, men ofta används en snävare definition av Stockholms skärgård som då anses sluta vid Landsort vilket gör att Mörkö tillsammans med Oaxen, Björnö, Grönsö och Fifång räknas till Trosa skärgård.